# П'ясниця
П'я́сниця (пол. Piaśnica) — невелика річка на півночі Польщі.
Річка починається з болота в лісі Пуща-Даржлюбська, на південь від села Мала П'ясниця. Протікає на північний захід до Жарновецького озера, витікаючи з нього прямує на північ до Балтійського моря. Нижня течія протікає в межах Приморського ландшафтного парку, тут знаходиться ділянка лісу, яка утворює заповідник П'ясницькі Луки.
Довжина річки становить 29 км, площа водозбору 325 км².
Річка протікає через село Велика П'ясниця, де німці стратили жителів Кашубії. До 1 вересня 1939 року річка слугувала польсько-німецьким кордоном. Ділянка від Жарновецького озера і до гирла слугує місцем байдаркового спорту.